# Оклопњаче класе Ре Умберто
Ре Умберто (итал. Re Umberto, име по краљу Умберту I Савојском) је била класа оклопњача саграђених за италијанску морнарицу. Саграђена су три брода те класе: Ре Умберто (1880), Сардења (1890) и Сичилија (1891)
Развијена од стране Бенедета Брина, класа је базирана на пријашњој класи Италија. Дуп период потребан за њену изградњу учинио је да је већ при уласку у службу, ова класа била превазиђена.
Конструкција брода те класе је била прилично крута. Његово барбетно наоружање са 4 топа од 343/30 mm имало је велики домет. Тежина сваког оружја је било око 69 тона, док је тежина стрељива била 567 kg. Интервал паљбе је био 8 пуцњева сваких 10 минута.